# Корб, Пьер
Пьер Корб (фр. Pierre Korb, 20 апреля 1908 — 22 февраля 1981) — французский футболист, нападающий сборной Франции, участник чемпионата мира—1934.

## Карьера

### Клубная
Пьер Корб начал играть в футбол в клубе «Мюлуз» из своего родного города. В составе «Мюлуза» он был участником первого чемпионата Франции. По итогам чемпионата «Мюлуз» занял последнее, 10-е место в группе А и выбыл в Дивизион 2. Форвард остался в команде и таким образом стал участником первого сезона Дивизиона 2.
В 1937 году нападающий перешёл в клуб «Сошо», за который выступал до 1939 года и стал чемпионом Франции в сезоне 1937/38. В период оккупации Франции нацистами Корб играл в гаулиге Эльзас за команду «Мюльхаузен 1893», где и завершил карьеру в 1943 году.

### В сборной
Пьер Корб дебютировал в сборной Франции 23 февраля 1930 года в товарищеском матче с Португалией. В матче против сборной Чехословакии, сыгранном 10 мая 1930 года форвард забил первый гол за «трёхцветных»
. Корб попал в заявку национальной сборной для участия в чемпионате мира—1934, но на турнире не сыграл.
В последний раз за сборную Пьер Корб выступал 24 марта 1934 года в товарищеском матче со сборной Чехословакии
. Всего нападающий провёл за национальную команду 12 матчей, в которых забил 2 гола.
| Матчи Корба за сборную Франции | Матчи Корба за сборную Франции | Матчи Корба за сборную Франции | Матчи Корба за сборную Франции | Матчи Корба за сборную Франции | Матчи Корба за сборную Франции | Матчи Корба за сборную Франции |
| ------------------------------ | ------------------------------ | ------------------------------ | ------------------------------ | ------------------------------ | ------------------------------ | ------------------------------ |
| №                              | Дата                           | Оппонент                       | Счёт                           | Голы Корба                     | Соревнование                   |                                |
| 1                              | 23 февраля 1930                | Португалия                     | 0:2                            | -                              | Товарищеский матч              |                                |
| 2                              | 23 марта 1930                  | Швейцария                      | 3:3                            | -                              | Товарищеский матч              |                                |
| 3                              | 13 апреля 1930                 | Бельгия                        | 1:6                            | -                              | Товарищеский матч              |                                |
| 4                              | 11 мая 1930                    | Чехословакия                   | 2:3                            | 1                              | Товарищеский матч              |                                |
| 5                              | 18 мая 1930                    | Шотландия                      | 0:2                            | -                              | Товарищеский матч              |                                |
| 6                              | 25 января 1931                 | Италия                         | 0:5                            | -                              | Товарищеский матч              |                                |
| 7                              | 15 марта 1931                  | Германия                       | 1:0                            | -                              | Товарищеский матч              |                                |
| 8                              | 5 июня 1932                    | Югославия                      | 1:2                            | -                              | Товарищеский матч              |                                |
| 9                              | 9 июня 1932                    | Болгария                       | 5:3                            | -                              | Товарищеский матч              |                                |
| 10                             | 12 июня 1932                   | Румыния                        | 3:6                            | -                              | Товарищеский матч              |                                |
| 11                             | 11 марта 1934                  | Швейцария                      | 0:1                            | -                              | Товарищеский матч              |                                |
| 12                             | 25 марта 1934                  | Чехословакия                   | 1:2                            | 1                              | Товарищеский матч              |                                |

Итого: 12 матчей / 2 гола; 2 победы, 1 ничья, 9 поражений.

## Достижения
- Чемпион Франции (1): 1937/38